# Svartsjön (Näshulta socken, Södermanland)
Svartsjön är en sjö i Eskilstuna kommun i Södermanland och ingår i Norrströms huvudavrinningsområde.